# Antonio Sartorio
Antonio Sartorio (Venezia, 1630 – Venezia, 30 dicembre 1680) è stato un compositore italiano, principalmente di opere e di musica vocale, attivo soprattutto presso la nativa Venezia e ad Amburgo.

## Biografia
Sulla vita e sulla formazione di Sartorio si conosce poco. Dal 1666 al 1675 fu primo maestro di cappella presso la corte di Hannover. Smesso questo incarico tornò a Venezia, dove, dal 7 maggio 1676 fino alla sua morte, ricoprì la mansione di vice-maestro della cappella di San Marco.
Le opere di Sartorio presentano le tipiche caratteristiche delle opere veneziane della seconda metà del XVII secolo. Infatti i suoi libretti appartengono alla categoria dei "drammi eroici" carichi di intrighi, mascheramenti, inganni, incantesimi, etc.

## Drammi per musica
- Gl'amori infruttuosi di Pirro (libretto di Aurelio Aureli. Teatro Santi Giovanni e Paolo, Venezia, 1661)
- Seleuco (libretto di Nicolò Minato. Teatro Vendramin di San Salvatore, Venezia, 1666)
- La prosperità di Elio Seiano (libretto di Nicolò Minato. Teatro Vendramin di San Salvatore, Venezia, 1667)
- La caduta d'Elio Seiano (libretto di Nicolò Minato. Teatro Vendramin di San Salvatore, Venezia, 1667)
- L'Ermengarda regina de' Longobardi (libretto di Pietro Dolfin. Teatro Grimani di S.S. Giovanni & Paolo, Venezia, 1670)
- L'Adelaide (libretto di Pietro Dolfin. Teatro Vendramin di San Salvatore, Venezia, 1672)
- Massenzio (libretto di Giacomo Francesco Bussani. Teatro Vendramin di San Salvatore, Venezia, 1673)
- L'Orfeo (libretto di Aurelio Aureli. Teatro Vendramin di San Salvatore, Venezia, 1673)
- Antonio e Pompeiano (libretto di Giacomo Francesco Bussani. Teatro Vendramin di San Salvatore, Venezia, 1677)
- Giulio Cesare in Egitto (libretto di Giacomo Francesco Bussani. Teatro Vendramin di San Salvatore, Venezia, 1677)
- Anacreonte tiranno (libretto di Giacomo Francesco Bussani. Teatro Vendramin di San Salvatore, Venezia, 1678)
- Ercole su'l Termodonte (libretto di Giacomo Francesco Bussani. Teatro Vendramin di San Salvatore, Venezia, 1678)
- I due tiranni al soglio (libretto di Matteo Noris. Teatro Vendramin di San Salvatore, Venezia, 1679)
- La Flora (libretto di Novello Bonis. Teatro Sant'Angelo, Venezia, completato da Marc'Antonio Ziani e rappresentato nel 1681)

## Musica sacra
- Salmi a 8 voci a due chori ma accomodati all'uso della Serenissima Capella Ducale di San Marco
- Ad tantum triumphum in Motetti Sagri à voce sola con instrumenti